# Parókás juhar
A parókás juhar (Acer capillipes) a szappanfafélék (Sapindales) rendjébe és a szappanfafélék (Sapindaceae) családjába tartozó faj.

## Elterjedése
Japán hegyvidéki, nyírkos talajú, patak menti erdeiben honos.

## Leírása
Terebélyes, oszlopos 20 m magas, lombhullató fafaj. Kérge szürke és zöld, hosszanti fehér csíkokkal. Levelei háromkaréjúak, 15 cm hosszúak, 10 cm szélesek. Karéjaik finoman kihegyesedők, fűrészesek, a középső feltűnően hosszú, az oldalsók rövidek. A kezdetben piros levelek felszíne élénkzöld, fonákja pedig világosabb, sima. Ősszel vörösre színeződnek. Virágai aprók, zöldek. Bókoló fürtjeik a levelekkel egyidőben tavasz végén jelennek meg. Termései lependék, 2 cm-es hosszú termésszárnyai csaknem egy vonalba állnak. Zöldek  éretten vörösek.

## Képek

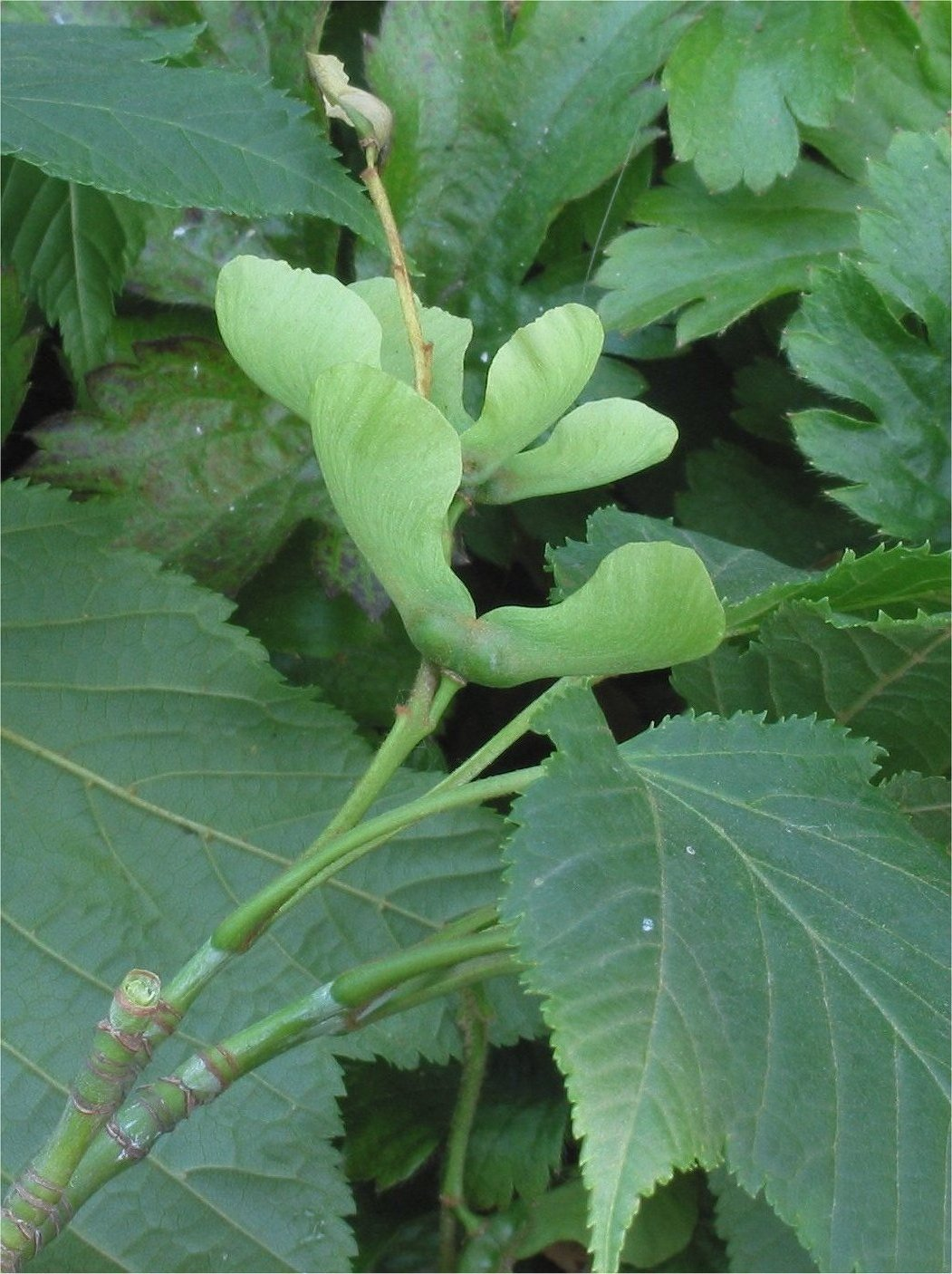
Termései
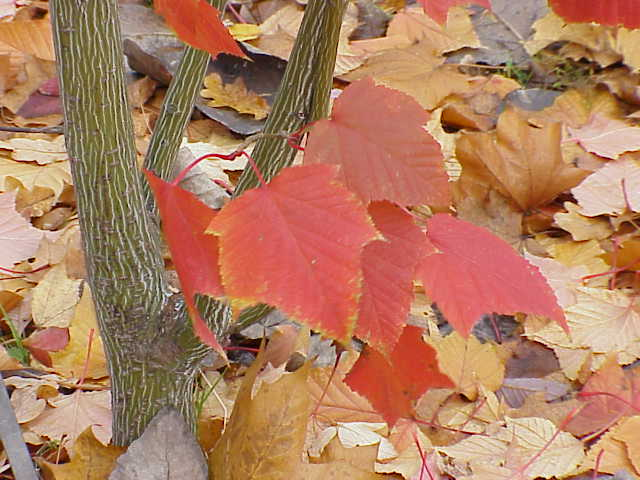
őszi lombszíne
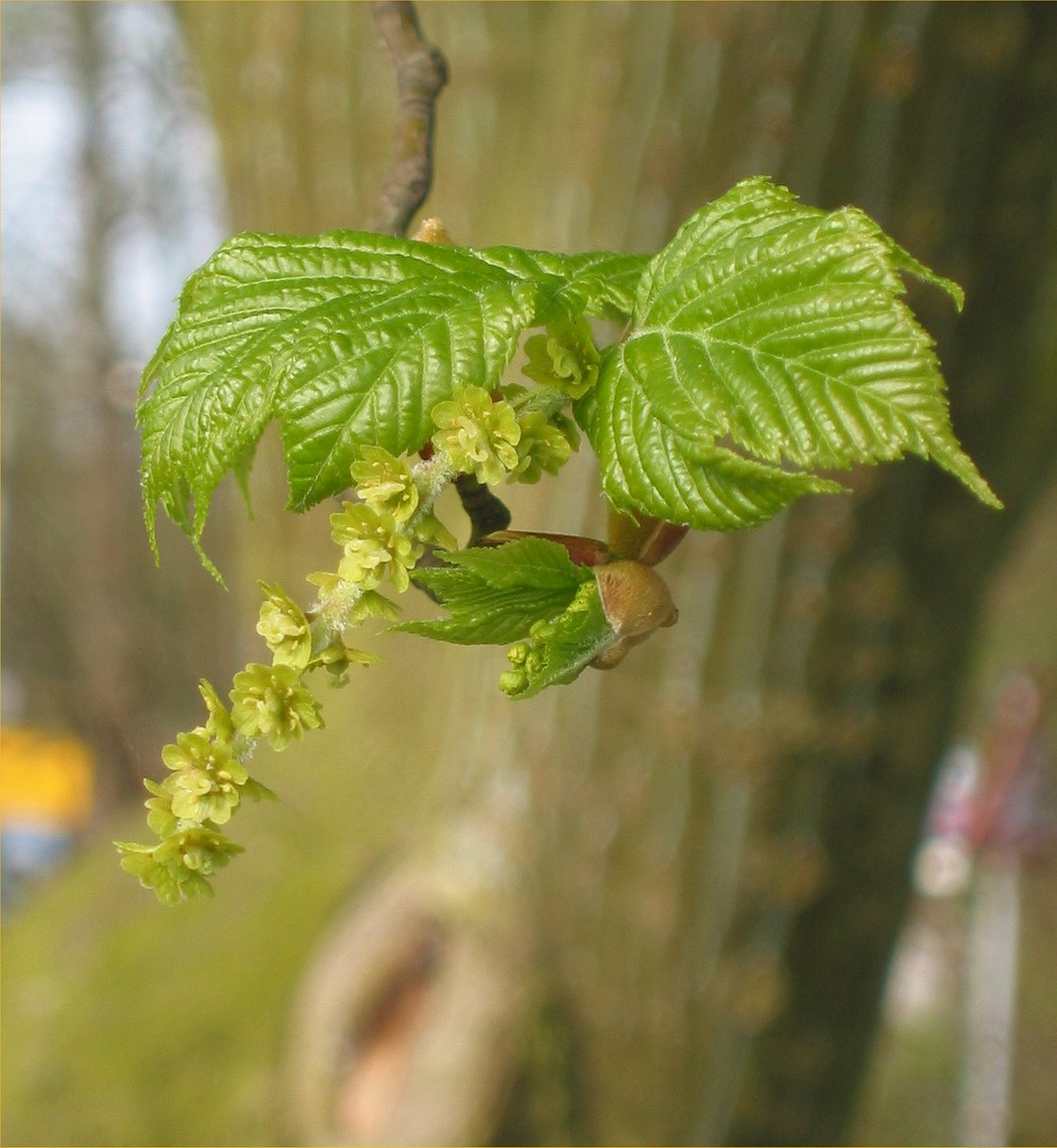
Virágzata
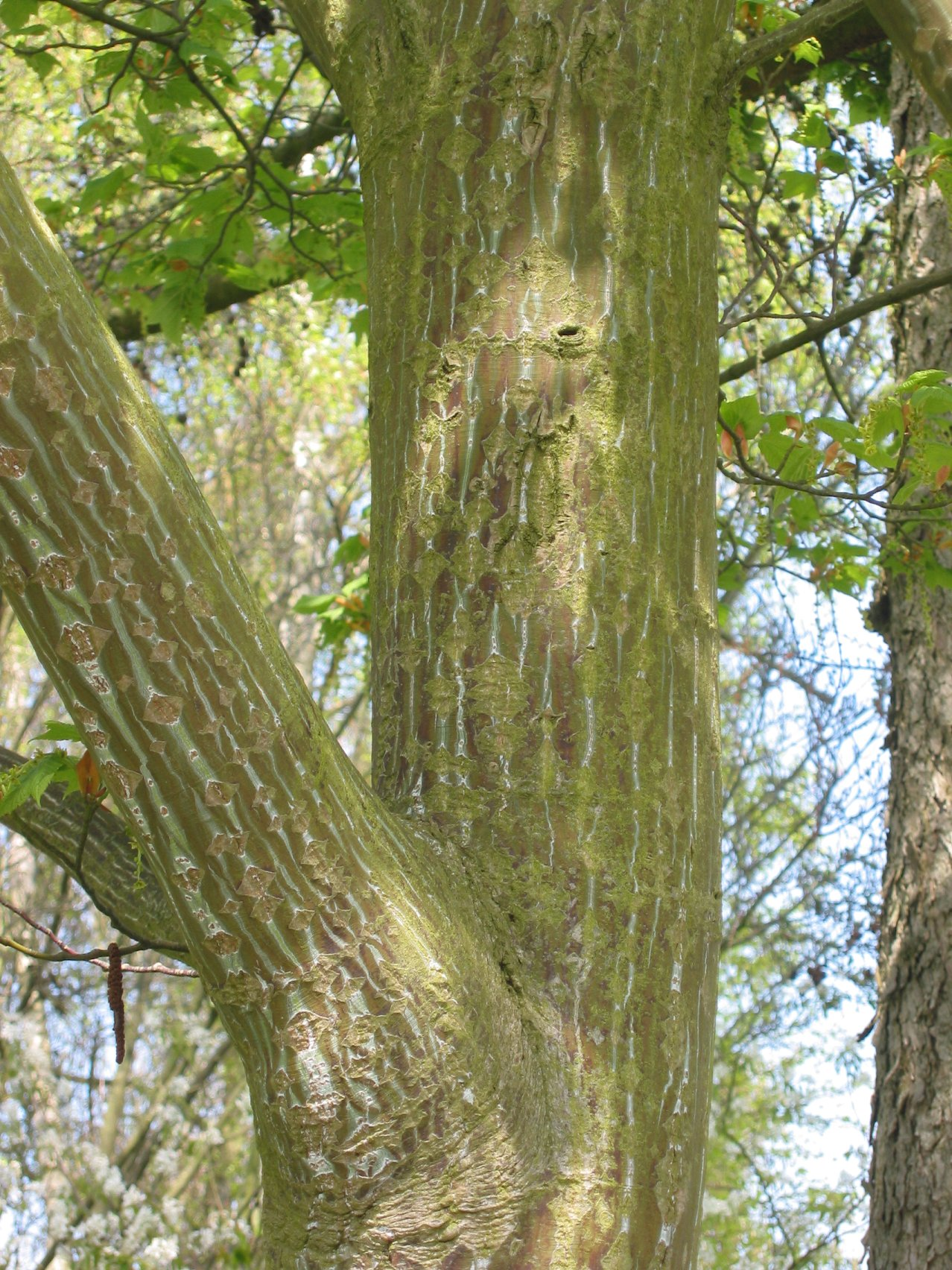
Kérge